# Eibelstadt
Eibelstadt (pronunciación en alemán: /ˈaɪ̯bl̩ˌʃtat/ⓘ) es un municipio situado en el distrito de Wurzburgo, en el estado federado de Baviera (Alemania), con una población a finales de 2016 de unos 3035 habitantes.
Se encuentra ubicado al noroeste del estado, en la región de Baja Franconia, cerca de la orilla del río Meno —un afluente derecho del Rin— y de la frontera con el estado de Baden-Wurtemberg.